# Velarifictorus khasiensis
Velarifictorus khasiensis is een rechtvleugelig insect uit de familie krekels (Gryllidae). De wetenschappelijke naam van deze soort is voor het eerst geldig gepubliceerd in 1975 door Vasanth, Lahiri, Biswas & Ghosh.